# Jahvista forrás
A jahvista forrás kifejezéssel a történetkritikai bibliatudomány a Tóra (Mózes öt könyve) egyik feltételezett elbeszélő forrására utal. A Tóra négy forrásának egyike, az elohista, a papi irat és a deuteronomium mellett. Azért kapta ezt az elnevezést, mert a neki tulajdonított szövegrészek tartalmazzák a JHVH (יהוה, "Jahve") nevet. 
A ránk maradt szövegösszefüggésből a bibliakritika 18. századi művelői különítették el. A feltételezés alapján a forrás kb. a Kr. e. 10.–Kr. e. 9. században keletkezett.
Az első kritérium, amelyre felfigyeltek, hogy a Tóra, de különösen a Teremtés könyve szövege váltakozva és párhuzamosan használja a Jahve és az Elóhim istennevet. Az istennév e megkülönböztetése szolgált indítékul a két elbeszélő forrás elkülönítéséhez (a másik az elóhista forrás). Ma a bibliakritika a megkülönböztető jegyek egész rendszerét mutatja ki, ezek közül a leginkább egzakt és a különböző források feltételezésére kényszerítő az, hogy a hagyományozott, ma ismert szöveg többször is és párhuzamosan mondja el ugyanazokat az eseményeket (például Ábrahám ágyasának, Hágárnak az elűzését, Teremtés 16:1-7 és 21:8-16), sokszor természetesen a szóbeliségből eredő variánsokkal.
A jahvista forrás néhány ismertető jegye: a Jahve istennevet használja a Mózesnek adott kinyilatkoztatás, az égő csipkebokor jelenet (Kivonulás könyve 3:15) előtti elbeszélésekben is; az ország lakóit következetesen kánaánitáknak mondja; a kinyilatkoztatás hegyének a neve nála Sinai, illetve bizonyos héber szavaknak csak meghatározott szinonimáit használja. Legfontosabb jellemzője, hogy büszkén hirdeti a földművelő életmód felsőbbrendűségét, s ezzel összhangban a Kánaánban való letelepedés elrendeltségét. A kultikus Tízparancsolat (Kivonulás 34: 18-26) az agrár-naptár alapjaira állítja az egész vallási életet. Gyakoriak benne a Kánaán csodálatos termékenységét magasztaló részek, például Bileám első áldása (Számok könyve 24:15-19). A nemzeti büszkeség kiterjed a király személyére is. A büszke, öntudatos elégedettség a jahvista forrást a nemzeti állam, mégpedig a déli (Júda) fennállásának korára, a Kr. e. 10. század - Kr. e. 9. századra datálja. Szerzője, bár egységes koncepciót tudott kialakítani, még közel áll a folklór nyersebb, természetesebb szemléletéhez, istenképe például erősen antropomorf, Jahve vagy angyala gyakran személyesen jelenik meg a földön, például Jákob előtt (Teremtés 28:13). Életközeliség nyilvánul meg Jákob furfangjában, amelyekkel Lábán szolgálatában saját nyáját gyarapítja (Teremtés 30:29-43). Ezek a vonások a laikus forrás szemléletéhez állnak közel. A jahvista forrás szerzője kétségkívül jelentős író volt, s a mű – bár későbbi bővítések nyomai megtalálhatóak benne – egyetlen kéz nyomait viseli.
Önálló, csupán a jahvista forrásból származó rész viszonylag kevés maradt fenn, az elbeszélés jó részét későbbi szerkesztő vegyítette az elóhista forrásból vett részletekkel. Mégis önállónak minősíthető:
- az Édenkert leírása és Éva teremtése (Teremtés 2:10-17., illetve 18-24)
- Káin és Ábel története (Teremtés 4:2-16.)
- Ábrahám közbenjárása Szodomáért (Teremtés 18:17-33.)
- József álomfejtése a fáraó előtt (Teremtés 41:31-48.)
- József találkozása testvéreivel (Teremtés 43-45.)
- József földbirtokrendelete Egyiptomban (Teremtés 47.)
- stb.

A jahvista forrás a Tóra s kívüle is a héber történetírás legfontosabb elbeszélő műve, amely a szóbeli és esetleg írásos hagyományokat egységes keretbe fogta össze, s nyersanyagának megformálásában emberi realizmust és művészi igényeket egyaránt érvényesített. Hatása a későbbi történeti irodalomra is kiterjedt.